# Leandro Fernández de Moratín (obraz Goi, 1824)
Leandro Fernández de Moratín – obraz olejny wykonany przez hiszpańskiego malarza Francisca Goyę (1746–1828). Obecnie znajduje się w zbiorach Muzeum Sztuk Pięknych w Bilbao.

## Okoliczności powstania
Po zakończeniu hiszpańskiej wojny niepodległościowej toczonej przeciwko Napoleonowi i przywróceniu monarchii absolutnej, w Hiszpanii zapanował terror i prześladowania liberałów, zwolenników konstytucji i popierających Francuzów (tzw. afrancesados – sfrancuziałych), z którymi sympatyzował Goya. Obawiając się konfiskaty majątku i poważniejszych represji Goya rozważał emigrację. Pierwsze miesiące 1824 roku spędził ukrywając się w domu swojego przyjaciela jezuity José Duaso y Latre. W tym samym roku król Ferdynand VII ogłosił powszechną amnestię, a Goya otrzymał pozwolenie na wyjazd do Francji. Latem 1824 wyjechał do Bordeaux, miasta skupiającego hiszpańską burżuazję na emigracji.
W Bordeaux spotkał się z wieloma znajomymi z Madrytu, wśród nich znalazł się jego wieloletni przyjaciel poeta i dramatopisarz Leandro Fernández de Moratín. Właśnie w Bordeaux Goya namalował drugi portret Moratina, pierwszy powstał w 1799 roku w Madrycie. Czas powstania określono na podstawie listu Moratina z 10 września 1824 roku. W liście do swojego przyjaciela kleryka i pisarza Juana Antonia Melona żartował, że jego wygląd musi być naprawdę dobry, skoro mistrz (Goya) chce go „powielać”. Obraz należał do kolekcji Manuela Silveli.

## Analiza
Portret Moratína nie został wyidealizowany; wiernie odzwierciedla wiek poety. Jego twarz bardzo się zmieniła w porównaniu z portretem z 1799 roku – nie jest to już portret młodego, popularnego poety, ale wieloletniego przyjaciela. Moratín został przedstawiony jako dojrzały mężczyzna, a jego spokojne spojrzenie zdradza doświadczenie życiowe.
Goya zastosował ciemną paletę barw. Poeta ma na sobie nieformalny szlafrok i białą koszulę. Biel tkaniny oraz jasna karnacja twarzy kontrastują z oryginalnym zielono-niebieskim tłem. Goya umieścił swój podpis na jednej z kartek papieru leżących pod dłonią Moratína. Portret ma cechy modernizmu takie jak mocno zaznaczone kontury postaci i jednolite tło bez punktu odniesienia dla perspektywy.